# Pike Road, Alabama
Pike Road är en stad (town) i Montgomery County, i delstaten Alabama, USA. Enligt United States Census Bureau har staden en folkmängd på 5 447 invånare (2011) och en landarea på 82 km².